# О’Брайен, Энди
Эндрю Джеймс «Энди» О’Брайен (англ. Andrew James "Andy" O'Brien; 29 июня 1979, Харрогит, Англия) — ирландский футболист, выступавший на позиции центрального защитника. Участник чемпионата мира 2002.

## Карьера
1 августа 2012 года О’Брайен на правах свободного агента подписал контракт с клубом MLS «Ванкувер Уайткэпс». В североамериканской лиге дебютировал 8 августа в матче против «Реал Солт-Лейк». В январе 2015 года О’Брайен покинул «Ванкувер», после того как не смог договориться с клубом о новом контракте.